# Figueiras e Covas
Figueiras e Covas (llamada oficialmente União das Freguesias de Figueiras e Covas) es una freguesia portuguesa del municipio de Lousada, distrito de Oporto.

## Historia
Fue creada el 28 de enero de 2013 en aplicación de una resolución de la Asamblea de la República de Portugal promulgada el 16 de enero de 2013 con la unión de las freguesias de Covas y Figueiras, pasando su sede a estar situada en la antigua freguesia de Figueiras.

## Demografía
| Gráfica de evolución demográfica de Figueiras e Covas entre 2011 y 2021 |
|                                                                         |
| Datos según el nomenclátor publicado por el INE portugués.              |